# Chiwwici
Chiwwici (hebr. חיווים) – starożytny lud kananejski, kilkukrotnie wzmiankowany w Biblii, zamieszkujący tereny na zachód od Jordanu. Po raz pierwszy wymienieni w Księdze Rodzaju (Rdz 10,17) pośród potomków Kanaana. Nie są znani z żadnych pozabiblijnych źródeł. Hebrajska nazwa chiwwi oznacza „mieszkańca namiotu”, co wskazuje iż przynajmniej na wczesnym etapie swoich dziejów prowadzili żywot nomadów.
W czasach patriarchów mieli zamieszkiwać Sychem (Rdz 34,2). Walczyli z Izraelitami podczas podboju Kanaanu za Jozuego. Posiadali wówczas cztery miasta: Gibeon, Kefira, Beerot i Kiriat-Jearim (Joz 9,17). Inna grupa Chiwwitów lokalizowana jest przez Biblię w górach Libanu, między Hermonem a Chamatem (Sdz 3,3). Chiwwici zamieszkali w Gibeonie zawarli przymierze z Jozuem i nie zostali podbici przez Izraelitów (Joz 9;11,17). Po raz ostatni wzmiankowani są w 2 Księdze Samuela (2Sm 24,7).
Ze względu na podobieństwo nazw, Chiwwici są często utożsamiani z Chorytami i, podobnie jak oni, uznawani za Hurytów. Inna teoria wywodzi ich nazwę od Cylicji (biblijne Kue) i uznaje ich za lud przybyły do Palestyny pod koniec epoki brązu, po upadku państwa Hetytów.